# Behr (Adelsgeschlecht)

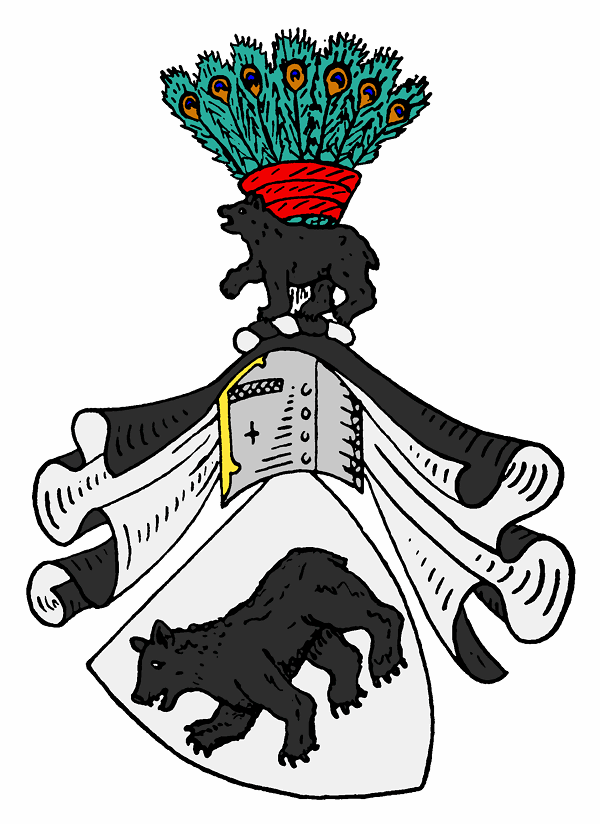
Stammwappen derer von Behr

Die Familie von Behr ist ein niedersächsisches und pommersches Uradelsgeschlecht. Bereits um 1105–1167 ist Hermann von Behr als Domherr und später Archidiakon in Halberstadt nachgewiesen.

## Geschichte
Das Geschlecht selbst führt seine Abstammung auf den Edelfreien Hugold (1148–1162) zurück, der ein Bruder des Bischofs Hermann von Verden und Vogt der Hermannsburg war. Dies ist jedoch nach aktuellem Forschungsstand fraglich und urkundlich ist die Verbindung zu den nachfolgenden Familien nicht nachweisbar. Vermutlich waren Bischof Hermann von Verden und sein Bruder Hugold Edelherren von Ampfurth (siehe Weblink).

Familienstämme von Behr 1861

Ende des 12. Jahrhunderts trat Eberhard Bere im Gefolge Heinrichs des Löwen und seiner Söhne auf. Auf diesen Eberhard führen alle vier Stämme der zu Beginn des 13. Jahrhunderts urkundlich mit gleichlautendem Namen Bere und Ursus (Urkundenlatein) genannten Familien, sowie dem schwarzen Bären im Wappen, ihren Ursprung zurück.
Dem urkundlich ältesten Stamm der Osnabrücker Bere (später Baer und Bar genannt) von 1204, folgten der Pommern-Gützkower Stamm 1224, der Pommern-Rügensche Stamm 1231 und der Niedersächsisch-Lüneburger Stamm 1259.
Seit 1325 ist ein Familienzweig auf dem niedersächsische Rittergut von Behr in Hoya ansässig.
Die von Behr verbreiteten sich bereits im 13. Jahrhundert nach Pommern-Rügen und Pommern-Gützkow aus und wurden dort einflussreiche Grundbesitzer mit ausgedehnten Ländereien. Die Rügenschen Behr wurden so genannt, weil sich ihre Besitzungen anfänglich im Bereich des festländischen Teils des Fürstentums Rügen befand. Fälschlicherweise wurde dieser Stamm auch mit Mecklenburger bezeichnet, weil große Teile seiner Besitzungen sich von Vorpommern nach Mecklenburg ausdehnten. Im Einschreibebuch des Klosters Dobbertin von 1696–1918 befinden sich 26 Eintragungen von Töchtern der Familien von Behr von 1714–1912 aus Gresse, Gentzkow, Nustrow, Hindenberg, Groß Görnow und Mühlenbeck zur Aufnahme in das adelige Damenstift. Von Töchtern der Familien von Behr Negendank gab es 10 Eintragungen von 1767–190 aus Semlow und Plennin.
Im 18. Jahrhundert nahm das Geschlecht den Namen von Behr Negendank an. Die Gützkower Behrs nannten sich so, weil ihre Besitzungen in der damaligen Grafschaft Gützkow, dem späteren Kreis Greifswald lagen.
Lüneburger Stamm
Seit Mitte des 13. Jahrhunderts gehören die von Behr zum Lüneburger Adel, ab 1470 bis heute auf dem Gut Stellichte.
Von diesem Stamm ging Dietrich von Behr 1550 nach Kurland. Dort erwarben die Behrs unter anderem 1561 das Gut Schleck (Zlēkas) sowie Schloss Edwahlen (Ēdole) und erbauten 1653 das Gutshaus Popen (heute Pope im Bezirk Ventspils, Lettland).

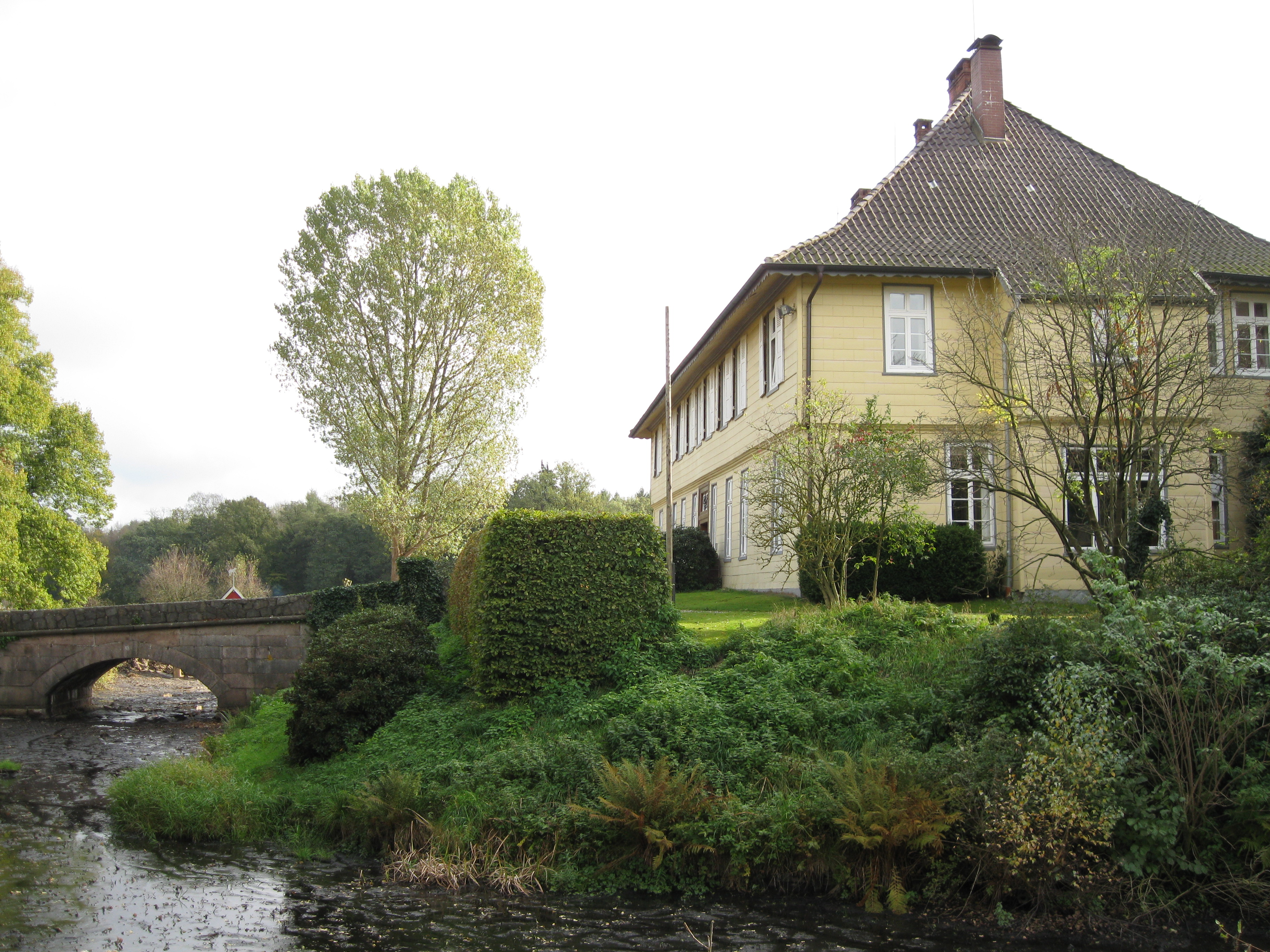
Stellichte, Niedersachsen (seit 1470 im Besitz der Familie)
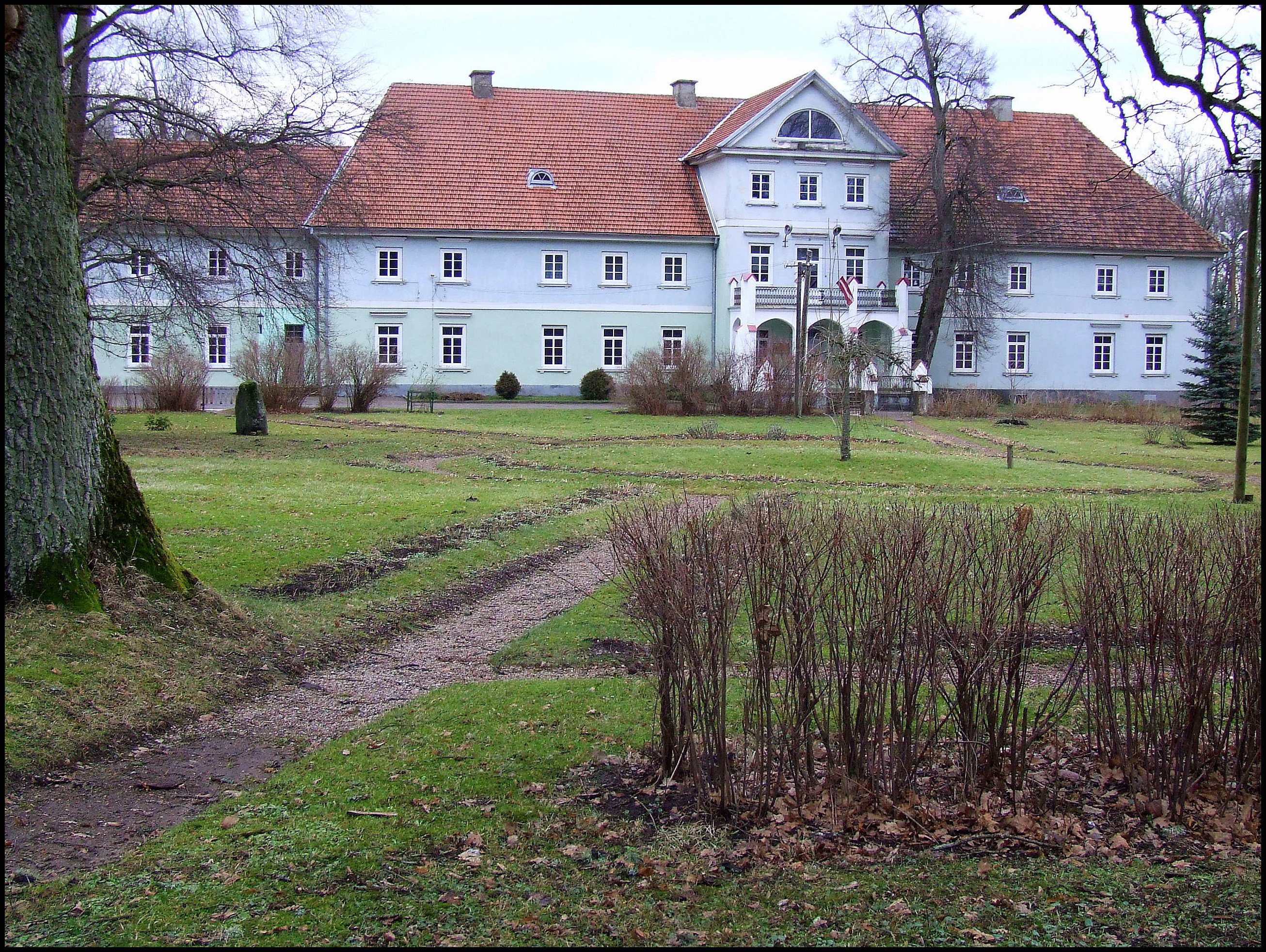
Popen, Kurland

Stamm Osnabrück
→ Siehe Hauptartikel: Bar (Adelsgeschlecht)
Stamm Pommern-Gützkow

Lehnbrief der Gützkow/Pommerschen Behrs 1275

Deszendenz der Gützkower von Behr 17. bis 19. Jhd.

Für den Stamm Pommern-Gützkow wurde der älteste überlieferte Lehnbrief der Behrs am 28. September 1275 durch Herzog Barnim I. und seinen Sohn Bogislaw IV. ausgestellt, ohne dass in der Urkunde Besitzungen namentlich aufgeführt wurden.
Erst der Lehnbrief von 1491 für Harnid (1), Harnid (2), Heinrich und Gerhard von Behr gesessen zu Müssow, Vargatz und Schlagtow nennt in Gesamthand alle Besitzungen des Geschlechts. Das sind im Einzelnen: Müssow, Vargatz, Schlagtow, Busdorf (später Behrenhoff genannt), Negentin, Kiesow, Stresow, Schmoldow, Bandelin, Dargezin, Strellin, Gnatzkow (später Karlsburg genannt), Schlatkow, Sanz und Karzin(?).
Die Lehnbriefe (Güter und Bede) befanden sich im Original im alten Bandeliner Schloss, sie verbrannten 1928 mit dem Schloss und dem gesamten Inventar. Es blieben nur Kopien und moderne Fotoablichtungen sowie die alten Übersetzungen.
1277 erwarben Heinrich von Behr und dessen Sohn Henning große Besitzungen in der ostpommerschen Herrschaft Bütow, beide waren seinerzeit Marschalle der Pommernherzöge. Sie verloren diese Besitzungen aber um 1326 und wandten sich danach nach Mecklenburg, wo ihre Familie um 1580 ausstarb. Diese Linie gehörte aber zum Stamm Gützkow/Pommern.
Felix von Behr-Bandelin auf Bandelin erhielt vom König in Stralsund am 8. Juni 1865 den Freiherrentitel, dieser war aber nur auf seine Person beschränkt.
1877 erhielten die Behrenhoffer und 1878 die Bandeliner von Behr den Grafentitel, der alte Friedrich von Behr auf Vargatz und Schmoldow lehnte die Standeserhöhung, die für das ganze Geschlecht galt, ab. Deshalb die verschiedenen Wappenvarianten im Kreishaus des Landkreises Greifswald, wo die Wappenfriese der Kreistagsmitglieder (24 Gutsherren u. 3 Städte) angebracht waren. Dabei wurde auf ein Doppelwappen der Behrenhoffer und Bandeliner Grafen verzichtet, weil Carl (Charly) von Behr-Behrenhoff als Landrat nicht direkt Mitglied des Kreistages war.
Als 1933 Carl Friedrich Felix Graf von Behr starb, erbte sein von ihm schon 1929 adoptierter jüngerer Neffe Gerd von Behr (1915–1940) das Gut, aber testamentarisch erhielt seine zweite Ehefrau als Witwe Mechtild Gräfin von Behr geb. von Heyden das lebenslange Nutzungsrecht für Behrenhoff. Gräfin Behr wiederum hatte 1934 dann den älteren Neffen Detloff von Heyden – von Behr adoptiert, der selbst auch ausgebildeter Landwirt war. Gräfin Behr hatte 1936/1937 der Bekennenden Kirche (Gegner von Hitlers Staatskirche) und dem später ermordeten Dietrich Bonhoeffer das Schloss Behrenhoff für Lesungen und Ausbildung von Theologen zur Verfügung gestellt. Sie erregte damit die Aufmerksamkeit und den Unwillen des NS-Staates und wurde 1940 in „Schutzhaft“ genommen.

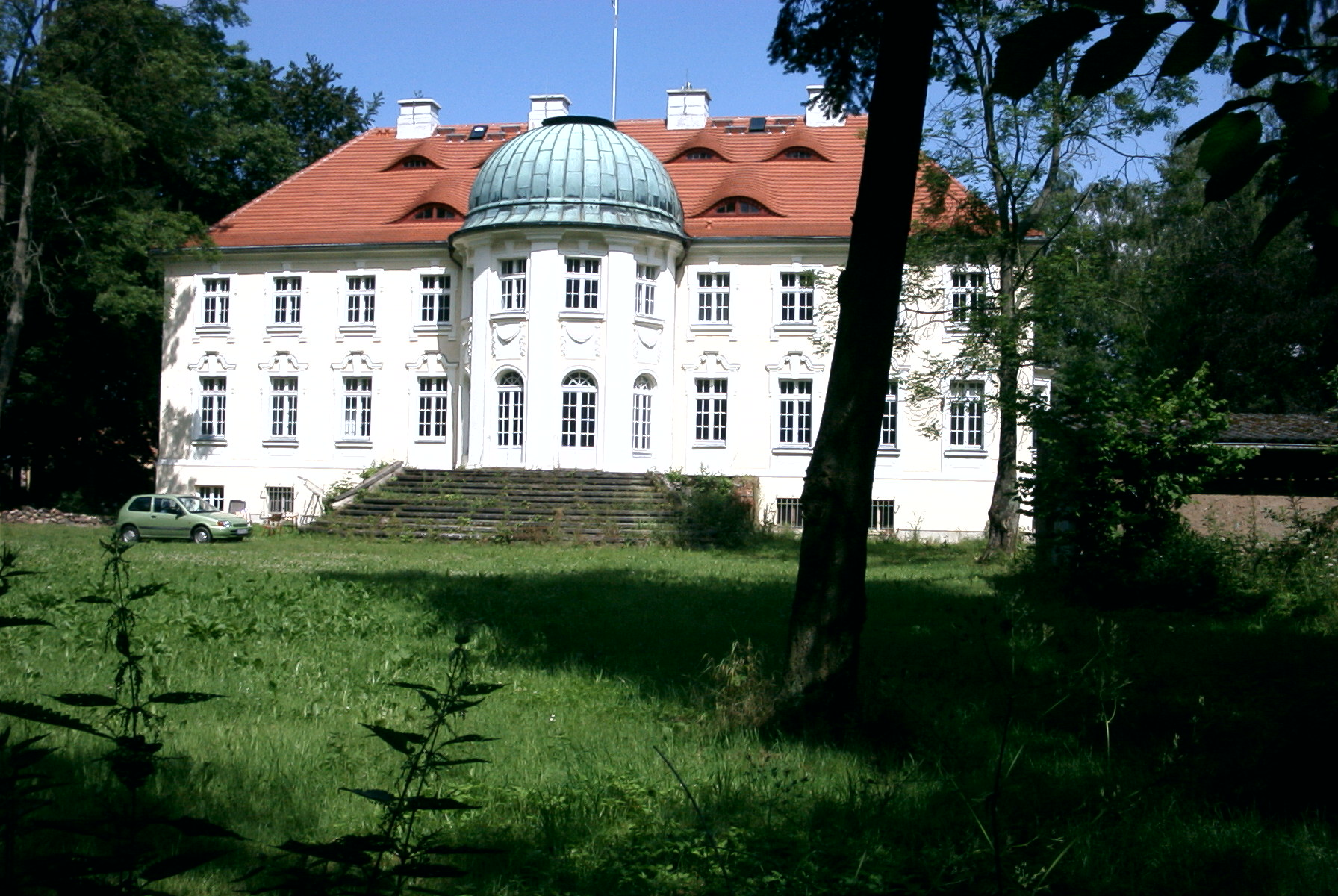
Bandelin (von 1250 bis 1945 im Besitz der Familie)
Vargatz (1250 bis 1892)
Behrenhoff 1920 (vor 1387 bis 1945)
Schmoldow 1910 (vor 1343 bis 1892)

Stamm Pommern-Rügen
Repräsentanten dieser Familie waren Erbküchenmeister von Pommernherzog Bogislaw XIII. des Fürstentums Rügen und des Landes Barth. Da diese Familie auch größere Besitzungen in Mecklenburg hatte, u. a. Behren-Lübchin und Dölitz bei Gnoien, wird sie fälschlicherweise als Mecklenburger Familienstamm bezeichnet.
Aus dem Stamm Rügen/Pommern mit dem vor 1398 erworbenen Stammsitz Schloss Semlow ging die im Grenzgebiet Pommern – Mecklenburg reich begüterte Familie Behr Negendank hervor. Im 18. Jahrhundert nahm Karl August von Behr den vereinigten Namen Behr-Negendank an. 1861 erhielt Ulrich von Behr Negendank aus dem Hause Semlow den preußischen Grafentitel. Zu Semlow gehörten Plennin, Kavelsdorf und Katzenow. Passow gehörte zum Negendank'schen Erbe.

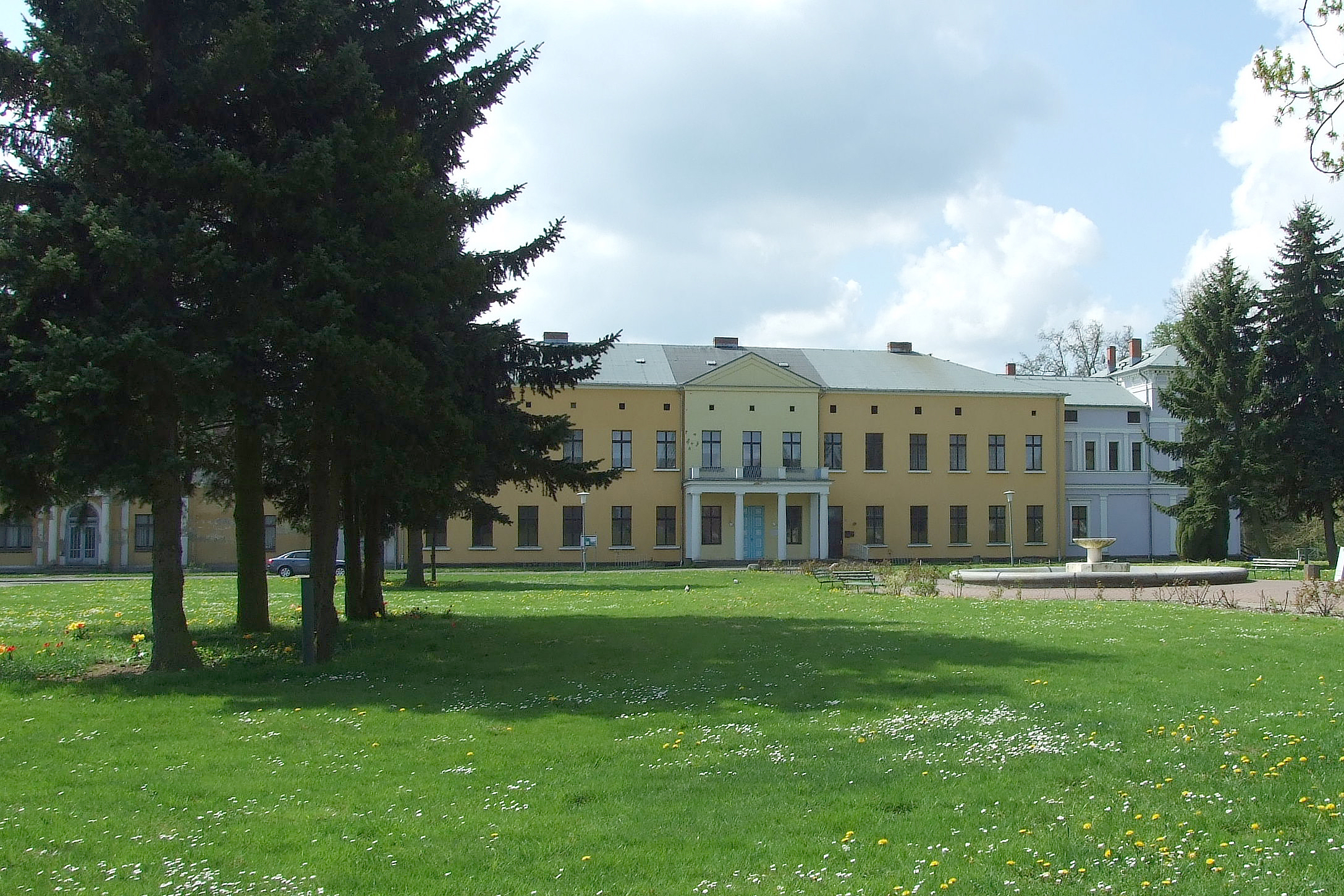
Semlow (vor 1398 bis 1945 im Besitz der Familie)
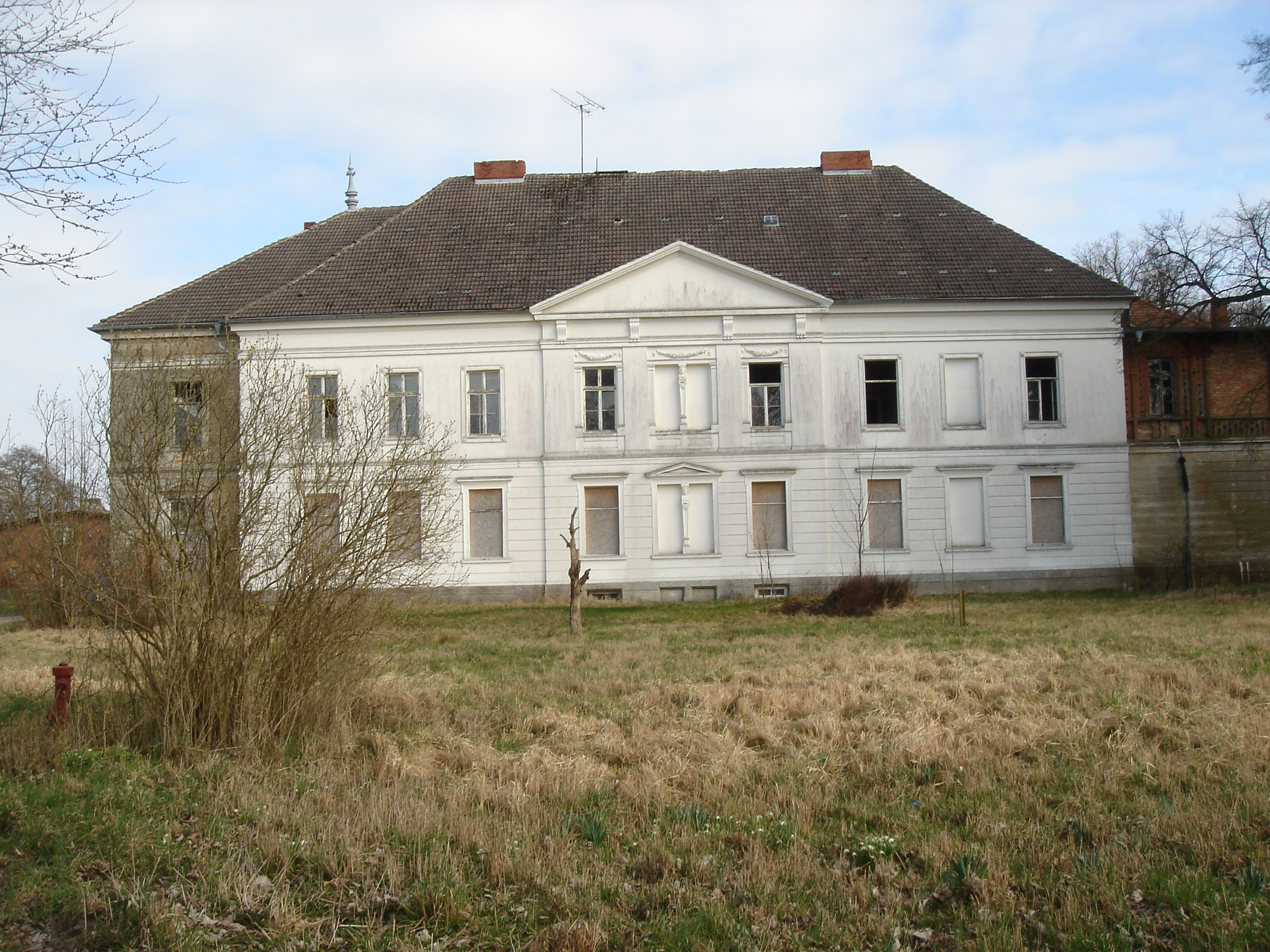
Plennin
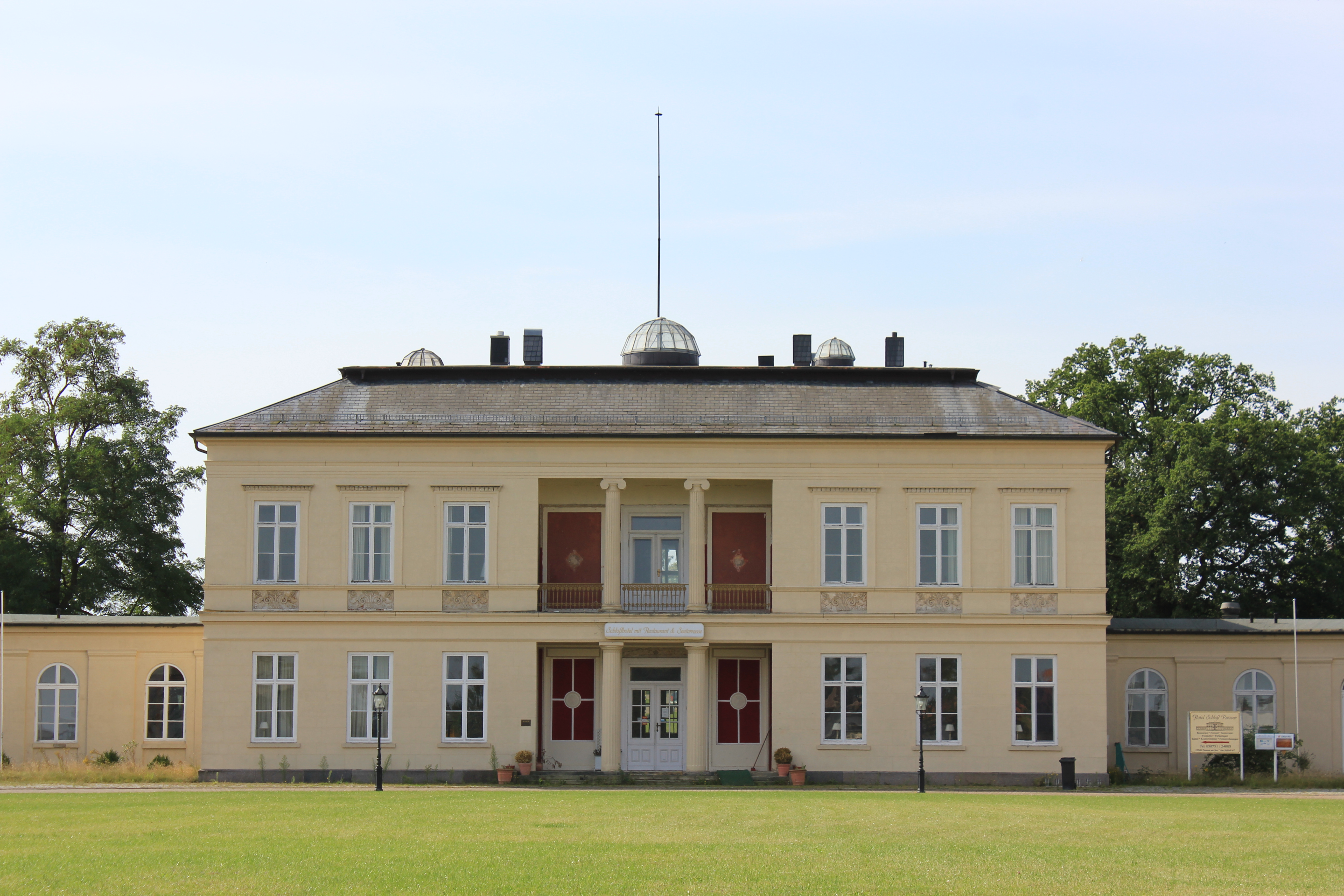
Passow

1862 wurde einem Zweig die russische Anerkennung zur Führung des Baronstitels erteilt. Ein im 19. Jahrhundert entstandener und 1953 neu gegründeter Familienverband vereinigt die Stämme der Grafen, Barone und Herren von Behr und Behr Negendank.

## Wappen
Das Geschlecht derer von Behr führt vier Stammwappen.
- Das Rügen/Pommersche zeigt in Silber einen schreitenden schwarzen Bären mit goldenem Halsband. Auf dem Helm mit schwarz-silbernen Decken der Bär.
- Das Gützkow/Pommersche zeigt in Silber einen aufgerichteten schwarzen Bären. Auf dem Helm mit schwarz-silbernen Decken zwei abgewendete silberne Schwanenhälse.
- Das niedersächsische und kurländische zeigt in Silber einen schreitenden schwarzen Bären. Auf dem Helm mit schwarz-silbernen Decken der Bär vor einem natürlichen Pfauenwedel aus sieben, an den Stielen mit roten Pfauenfedern umbändert.
- Das jüngere Wappen der Osnabrücker von Baer deren Verwandtschaft zu den hier behandelten von Behr nicht gesichert ist, zeigt in Silber einen auf schrägrechts schwarz-silbernem Schach klimmenden schwarzen Bären mit goldenem Halsband. Auf dem Helm mit schwarz-silbernen Decken ein Bündel schwarzer Kerbstöcke.

- 1=Rügen, 2=Gützkow, 3=Hannover+Kurland, 4=Osnabrück[10]

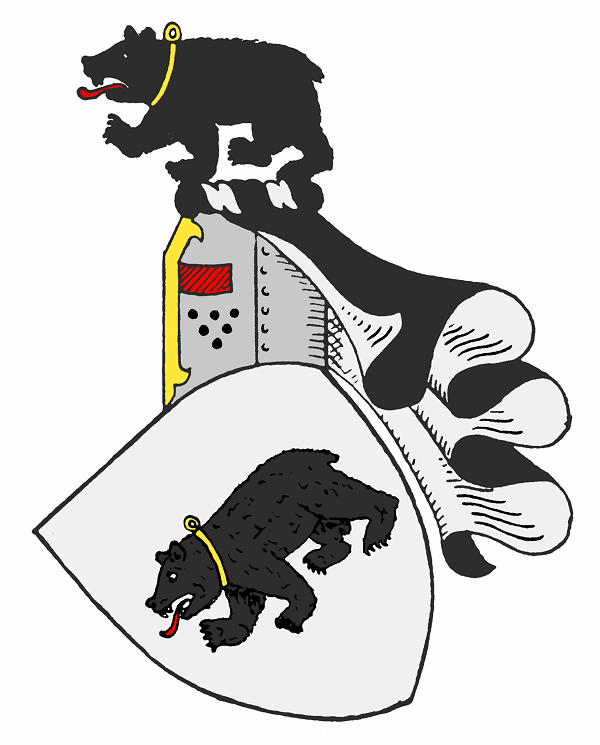
Wappen derer von Behr, Stamm Rügen-Pommern
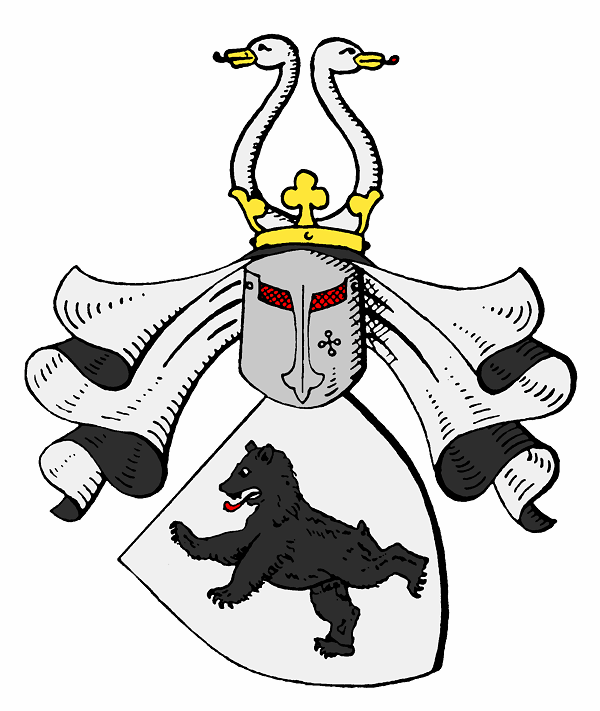
Wappen derer von Behr, Stamm Gützkow-Pommern
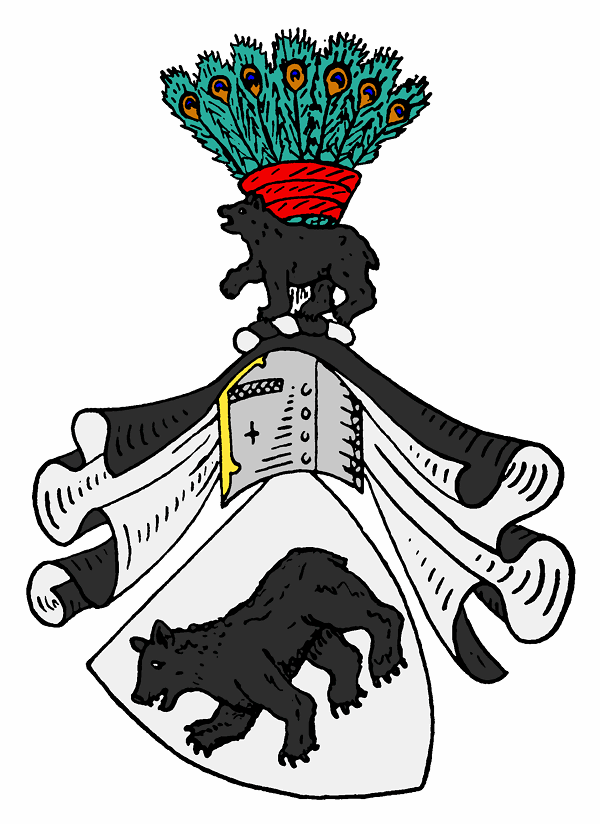
Wappen derer von Behr, Stamm Niedersachsen und Kurland
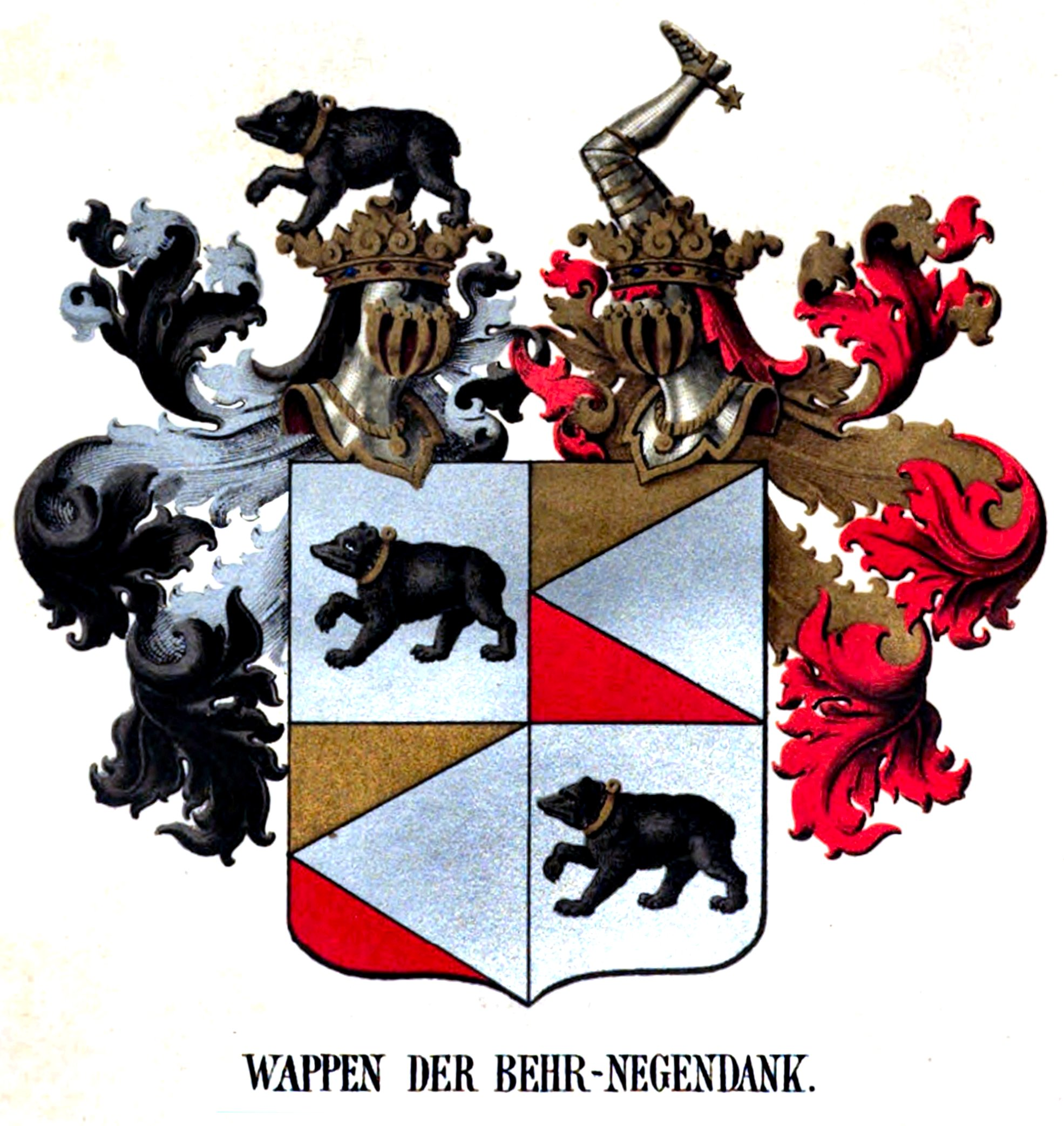
Wappen derer von Behr Negendank
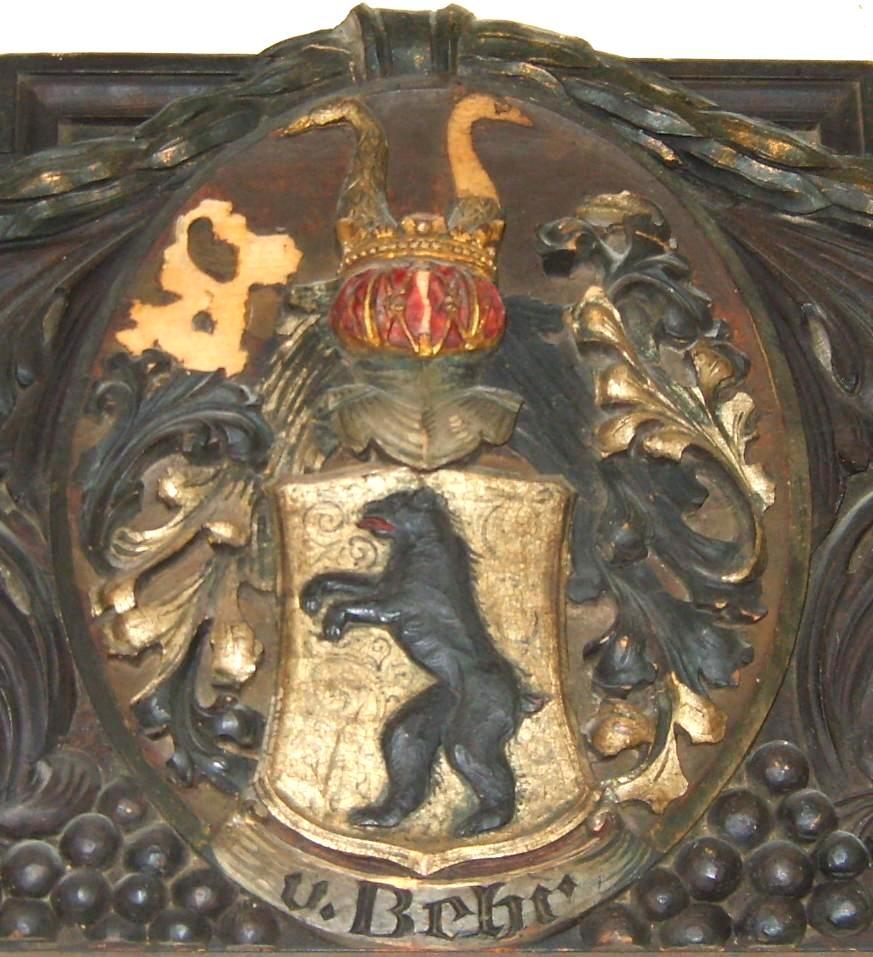
Wappen derer von Behr Vargatz/Schmoldow im Kreishaus Greifswald
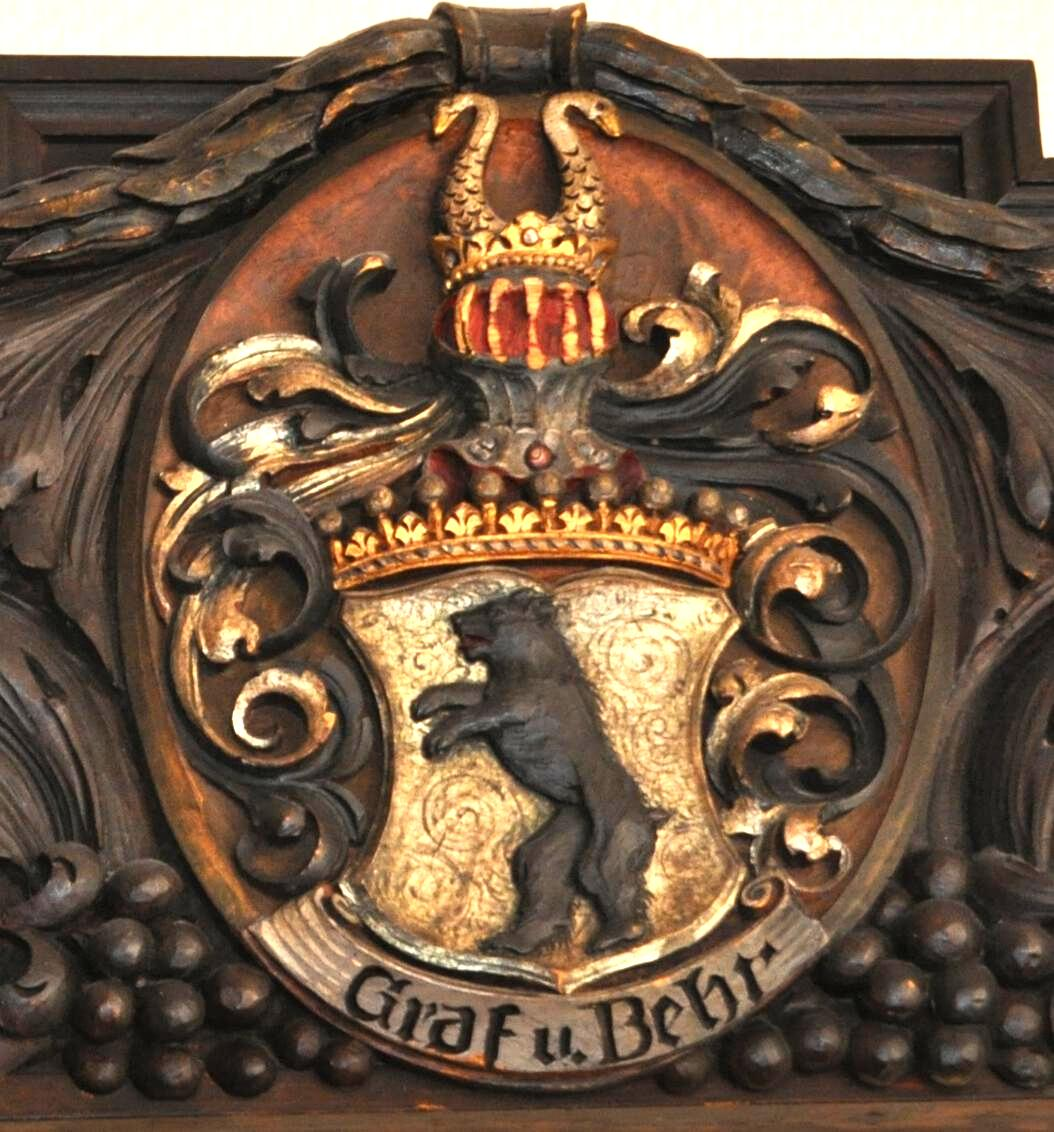
Wappen der Grafen von Behr auf Bandelin u. Behrenhof im Kreishaus Greifswald
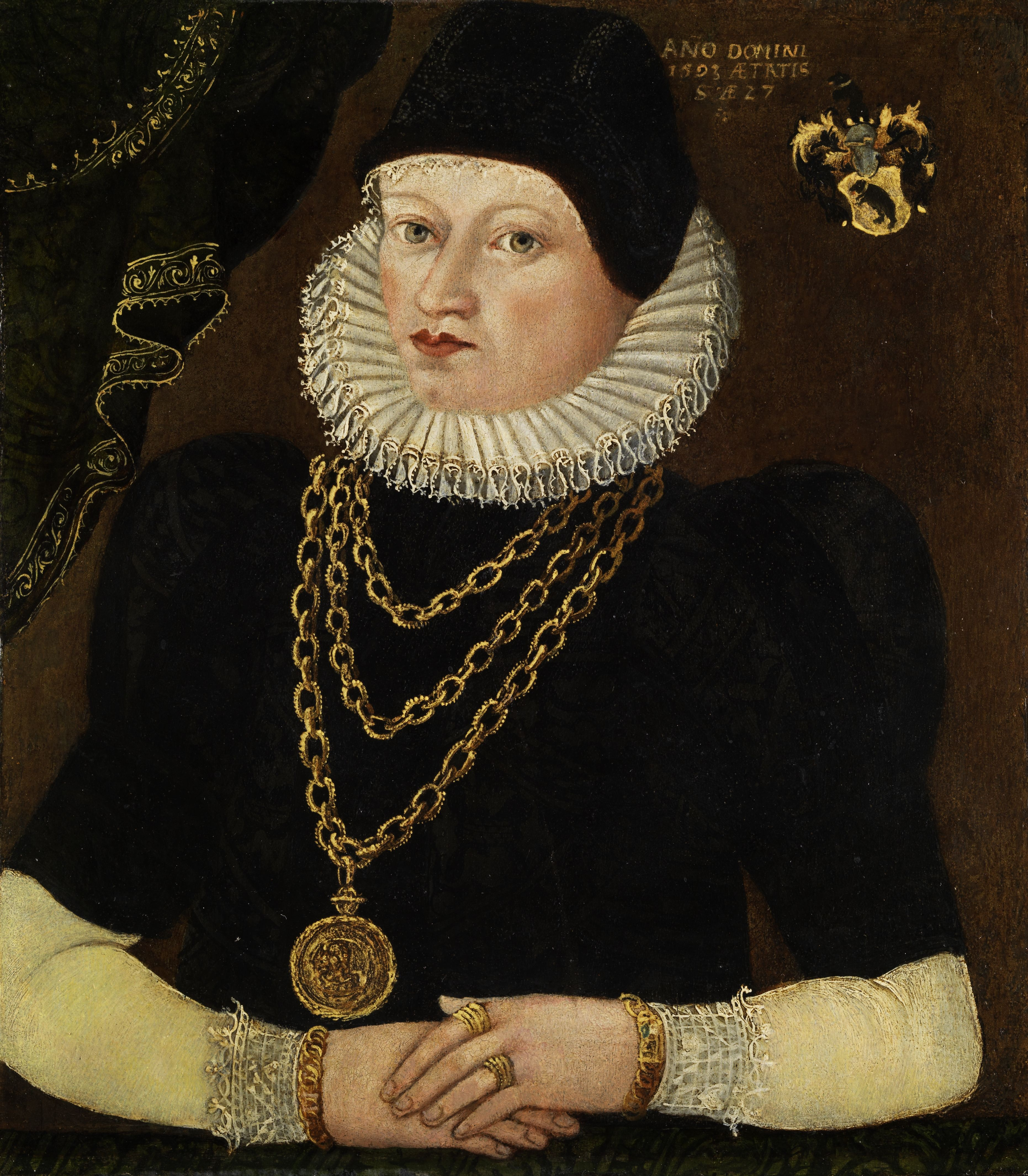
Bildnis einer adeligen Dame im Alter von 27 Jahren, 1593 (Wappen Stamm Rügen-Pommern)

Die von Behr Negendank haben ein viergeteiltes Wappen: in eins und vier ist der schreitende Bär des Rügen/Pommerschen Stammes, zwei und drei sind durch eine linke silberne Spitze von Gold und Rot geteilt († 1767 Negendank).

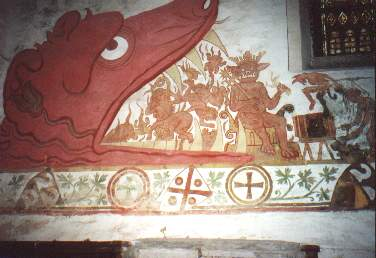
Ausmalung der Kirche zu Behrenhoff (2. Hälfte 13. Jh.) mit Schwanenhalswappen der Behr

Daneben wurden von den Behr in den Landschaften Lüneburg, Gützkow, Stargard und Rügen auch noch völlig abweichende Wappen geführt, darunter mit Schwanenhälsen im Schild, oder mit zwei aufsteigenden Spitzen und Rosen darin.

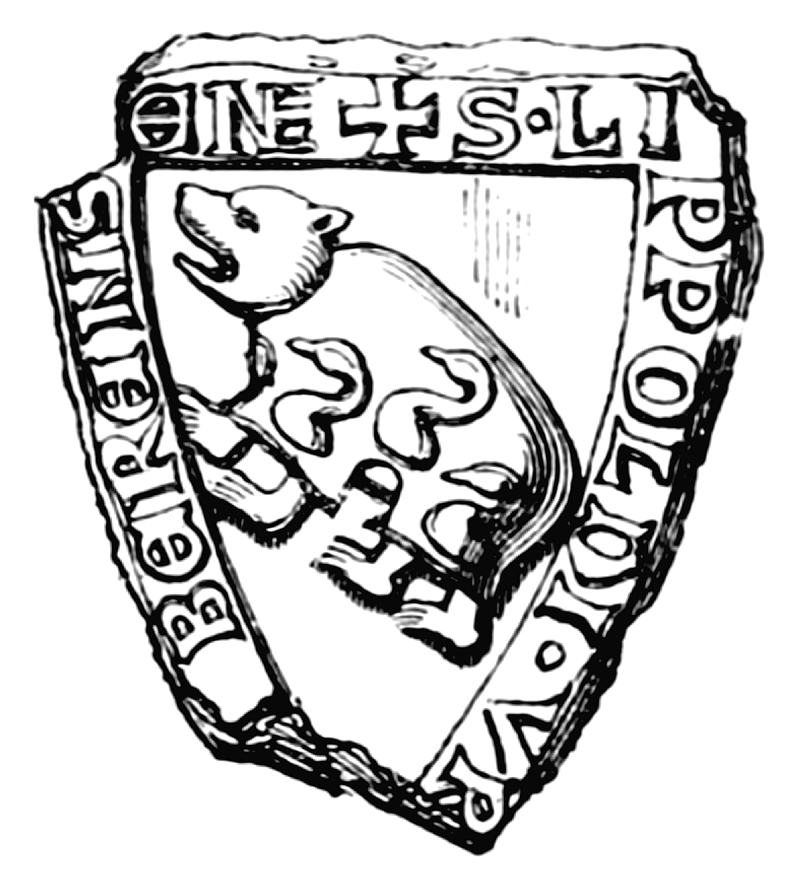
Siegel des Lippold von Behr, 1283
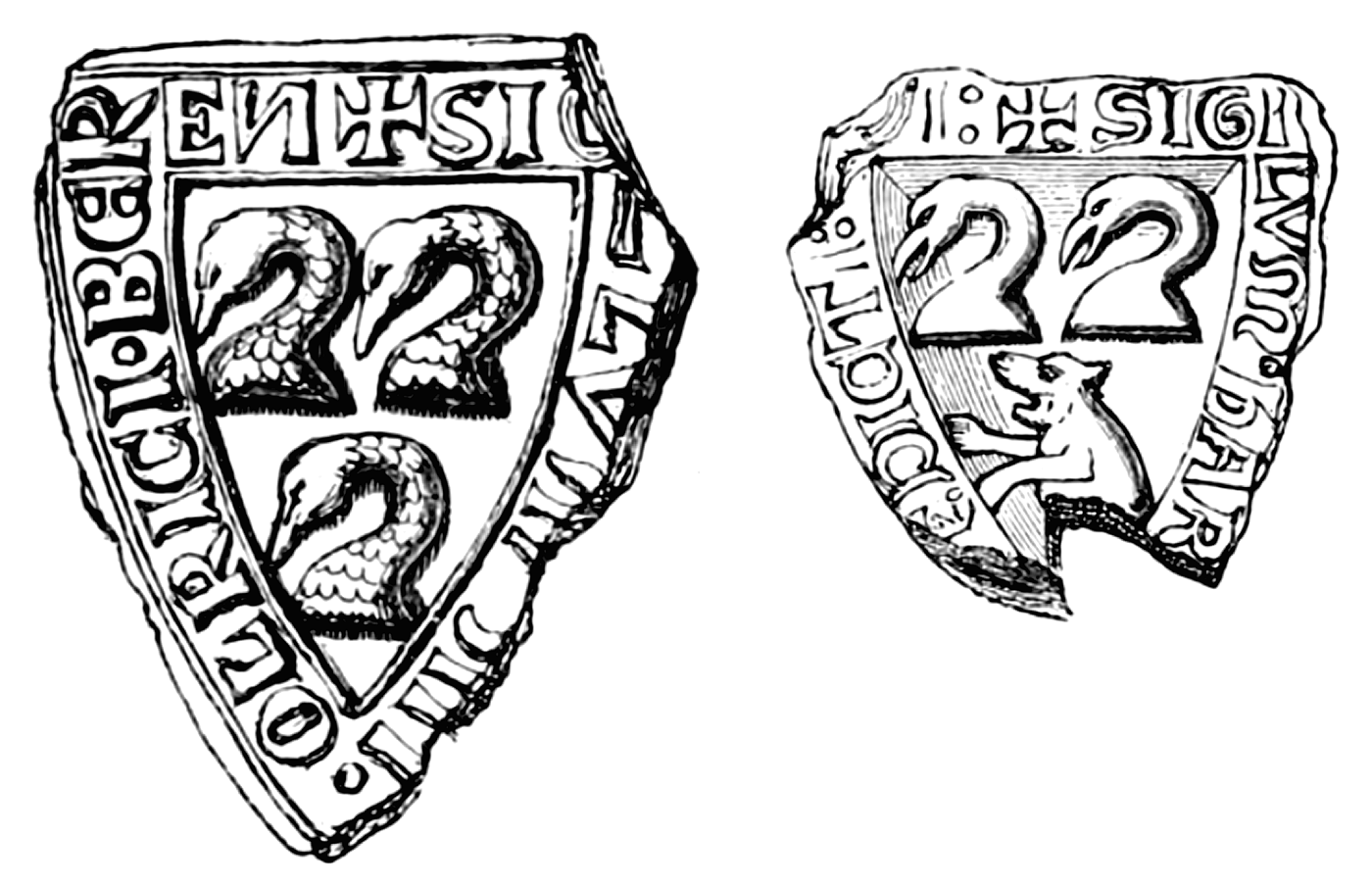
Siegel des Ulrich und des Harnid von Behr, 1283

## Angehörige

### Stamm Gützkow
- Lippold von Behr, 1248 Truchseß des Pommernherzogs Wartislaw III.
- Heinrich von Behr, (Bruder von Lippold), Marschall der Pommernherzöge
- Henning von Behr (Sohn von Heinrich), um 1321–1326 Marschall der Pommernherzöge, wanderte nach 1326 ins Land Stargard/Mecklenburg aus, die Familie starb dort 1580 aus.
- Henning Ernst von Behr (1706–1783), preußischer Generalmajor
- Friedrich von Behr (1821–1892), Haus Schmoldow, preußischer Politiker, Präsident des Deutschen Fischerei-Vereins
- Julie von Massow geb. von Behr (1825–1901), Schwester des Vorigen, ökumenische Persönlichkeit, Konvertitin, Autorin
- Felix von Behr-Bandelin (1834–1894), Rittergutsbesitzer, Hofbeamter und Kolonialpolitiker
- Carl Felix Woldemar Graf von Behr (1835–1906), Rittergutsbesitzer und Verwaltungsjurist in der Provinz Pommern, Mitglied des Reichstages
- Carl Friedrich Felix Graf von Behr (1865–1933), Haus Behrenhoff, Rittergutsbesitzer in der Provinz Pommern und preußischer Politiker.
- Hugold von Behr-Bandelin (1866–1943), preußischer Offizier und Offizier der Wissmanntruppe, Legationsrat a. D., vormals auf Dambeck
- Kurt von Behr (1890–1945), Haus Hindenberg, Oberführer des DRK, Leiter der „Dienststelle Westen“ im Einsatzstab Reichsleiter Rosenberg

### Stamm Rügen
- Samuel von Behr († 1621), mecklenburgischer Kanzler und enger Vertrauter Herzog Adolf Friedrichs I. zu Mecklenburg-Schwerin
- Cord von Behr, aus Greese, Klosterhauptmann von 1653 bis 1659 im Kloster Dobbertin, seine Grabplatte steht am westlichen Anbau des Klosterhauptmannshauses
- Anna Sophia von Behr aus dem Hause Zülow (1642–1705), in dem ab 1696 im Kloster Dobbertin geführten Einschreibebuch als Nr. 1 eingetragen, war dort von 1691 bis 1705 als Domina die Vorsteherin des Damenstifts
- Matthias Johann von Behr (1685–1729), Mecklenburgischer Diplomat und Historiker
- Carl von Behr Negendank (1791–1827), pommerscher Gutsbesitzer und Politiker
- Hermann August Friedrich von Behr Negendank (1801–1887), herzoglich anhaltinischer Kammerherr, Majoratsherr auf Torgelow, Passow, Behren-Lübchin, Neverin, Rabenhorst und Kavelsdorf, Förderer von Kirchenbauten und ihres Inventars
- Ulrich Graf von Behr Negendank (1826–1902), pommerscher Gutsbesitzer, Geschichtsforscher und preußischer Politiker
- Konrad von Behr (1852–1929), preußischer „Wirklicher Geheimer Oberregierungsrat“, Präsident des Landeskulturamtes
- August Graf von Behr-Negendank (1866–1942), Fideikommissherr auf Semlow, Mitglied des Preußischen Herrenhauses, Erbküchenmeister des Fürstentums Rügen und der Lande Barth, preußischer Kammerherr, preußischer Rittmeister d.R.
- Max von Behr (1879–1951), deutscher Generalleutnant
- Heinrich von Behr (1887–1951), deutscher Generalleutnant
- Sophie von Behr-Negendanck (1935–2015), deutsche Journalistin und Schriftstellerin
- Vicke von Behr-Negendanck (* 1949), seit 2005 Erzoberlenker der Christengemeinschaft

### Stamm Lüneburg
- Burchard Christian von Behr (1714–1771), Oberappellationsgerichtsrat, Minister des Kurfürstentum Braunschweig-Lüneburg und Kurator der Georg-August-Universität Göttingen
- Ottmar von Behr (1810–1856), deutsch-amerikanischer Farmer und Schafzüchter, Meteorologe und Naturforscher
- Heinrich Baron von Behr (1902–1983), Linie Kurland, Generalmajor der Wehrmacht und später der Bundeswehr

### Weitere Angehörige
- Josefine Grimme, geb. Freiin von Behr, (1907–1999), Sekretärin von Joseph Goebbels, Ehefrau von Hinrich Wilhelm Kopf und Adolf Grimme
- Artur von Behr (1904–1974), Verleger

### Begräbnis- und Gedenkstätten der Familie

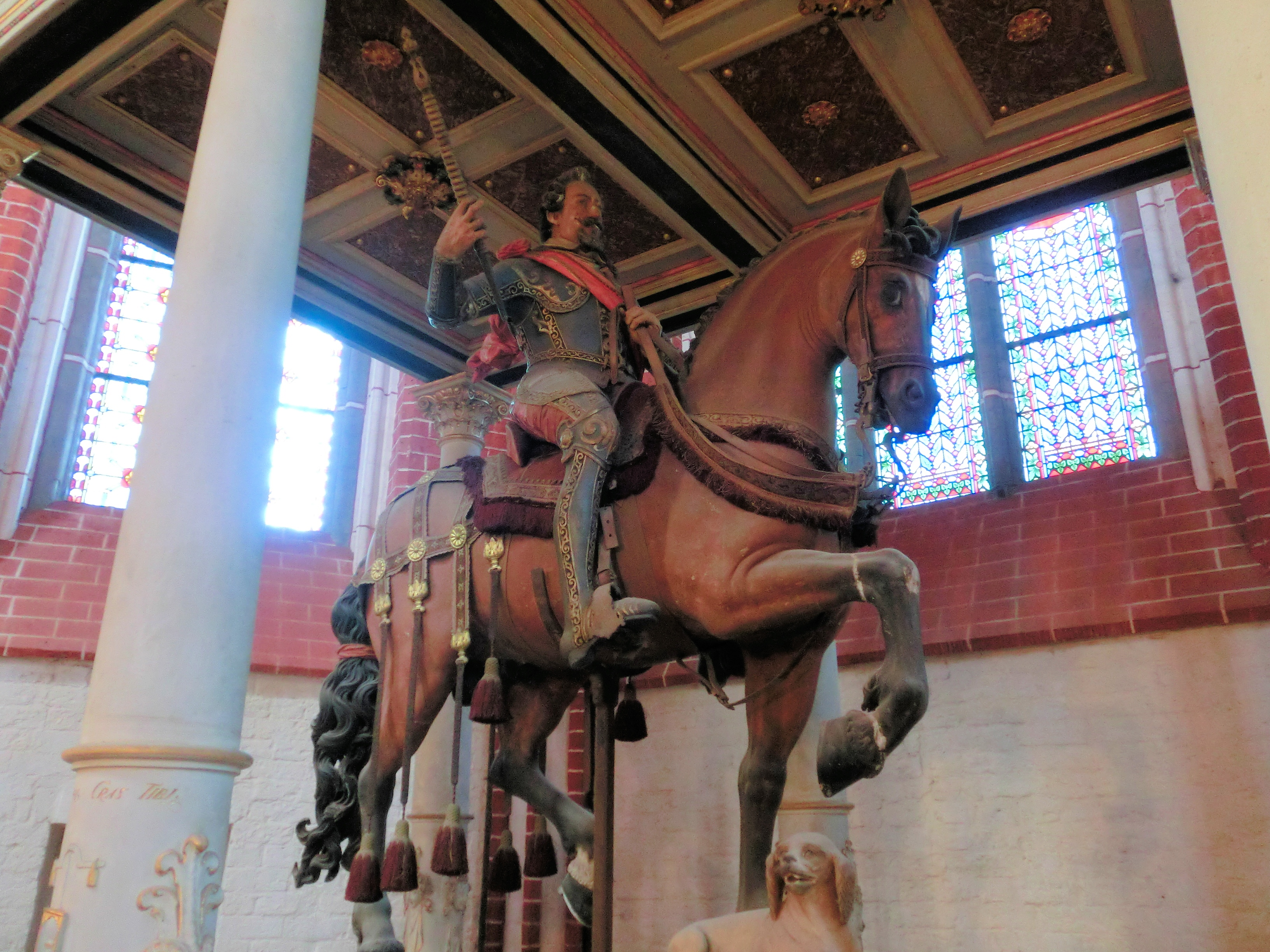
Reiterstandbild des Grafen Samuel von Behr († 1621), mecklenburgischer Kanzler, im Doberaner Münster
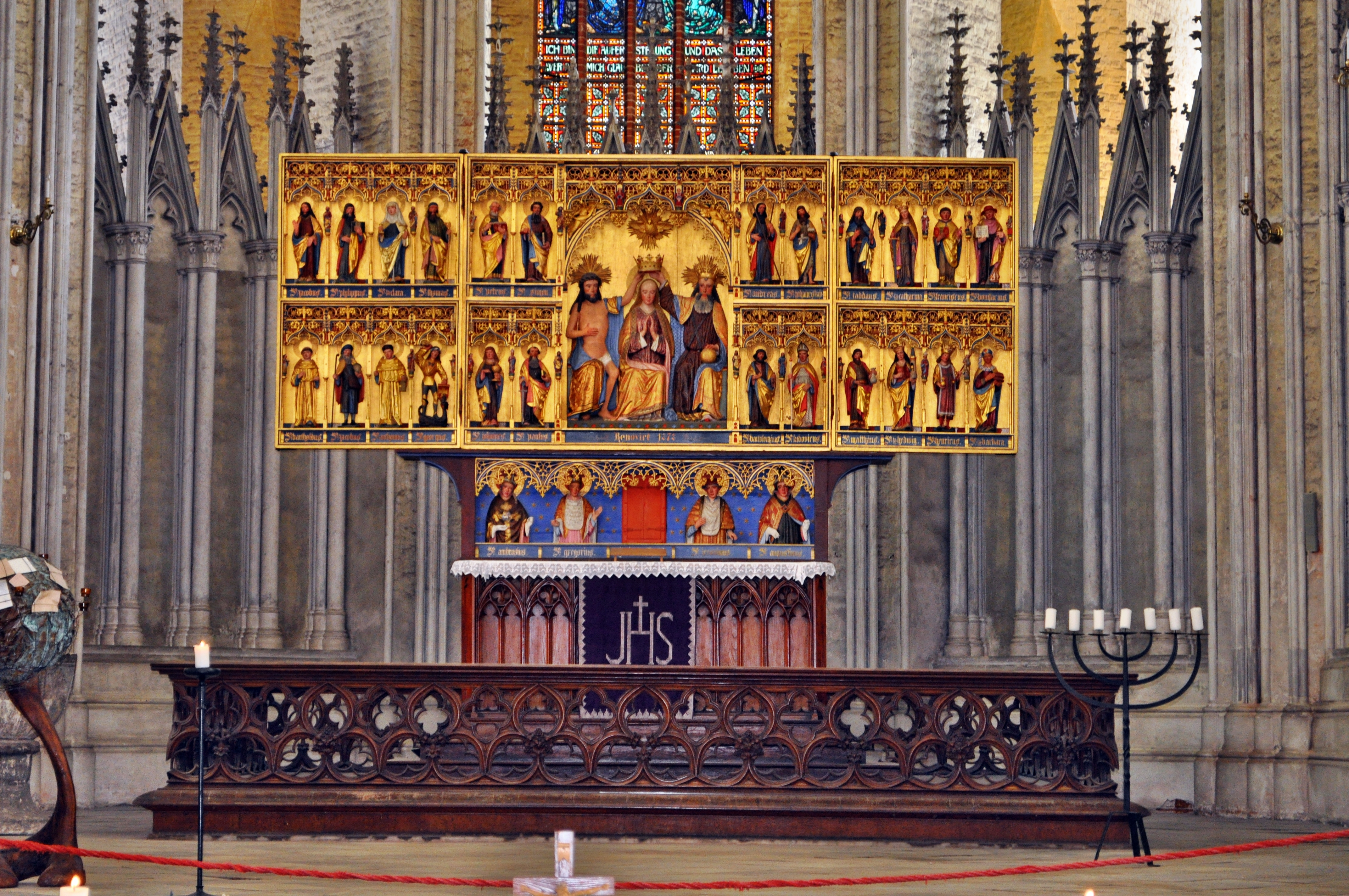
Marienkrönungsaltar, um 1440 von der Familie Behr gestiftet, ursprünglich in Dorow, ab 1606 in Deyelsdorf, ab 1870 in Semlow, seit 1972 in der St.-Marien-Kirche (Stralsund)
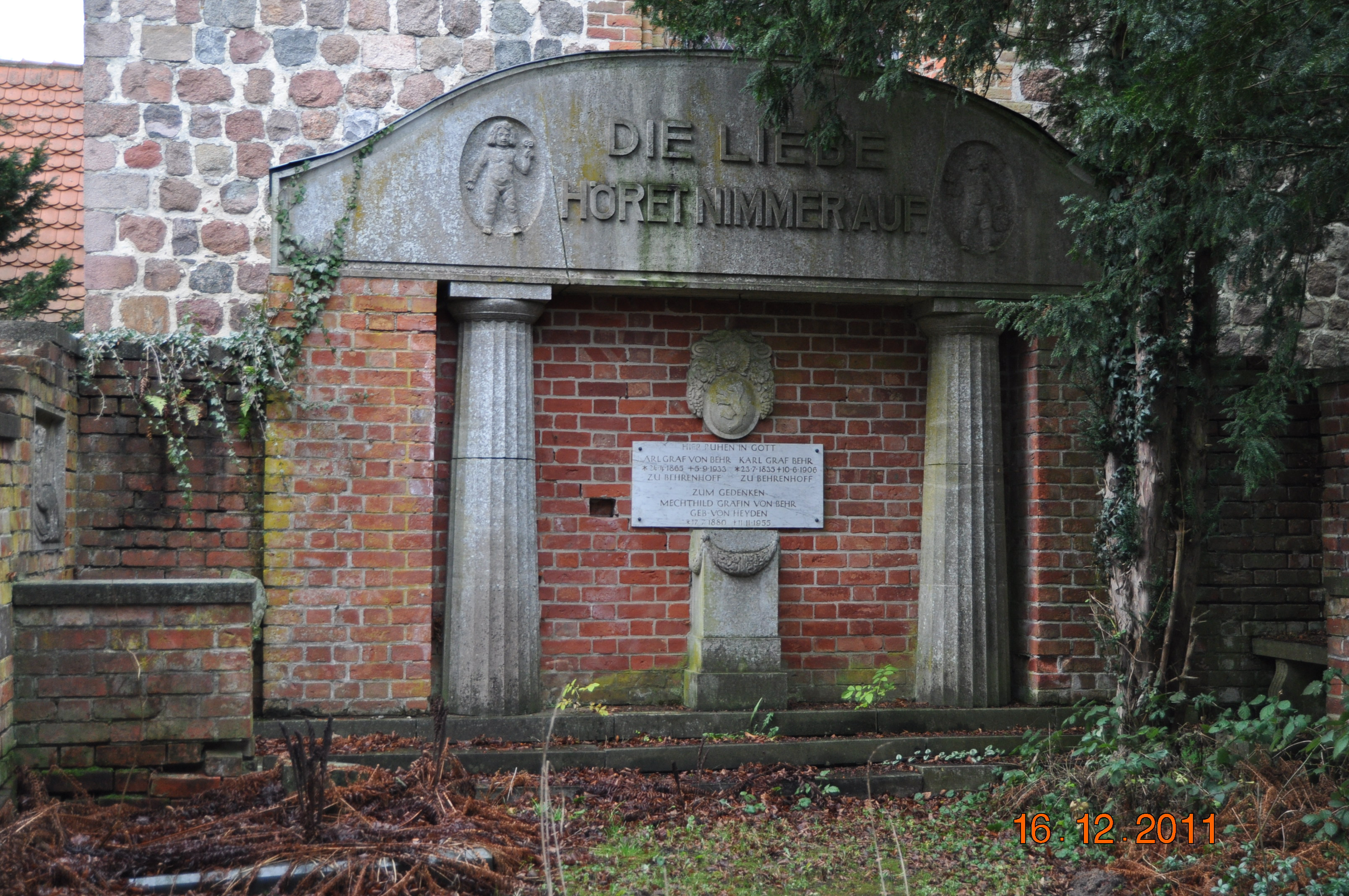
Grablege derer von Behr Stamm Pommern-Gützkow in Behrenhoff
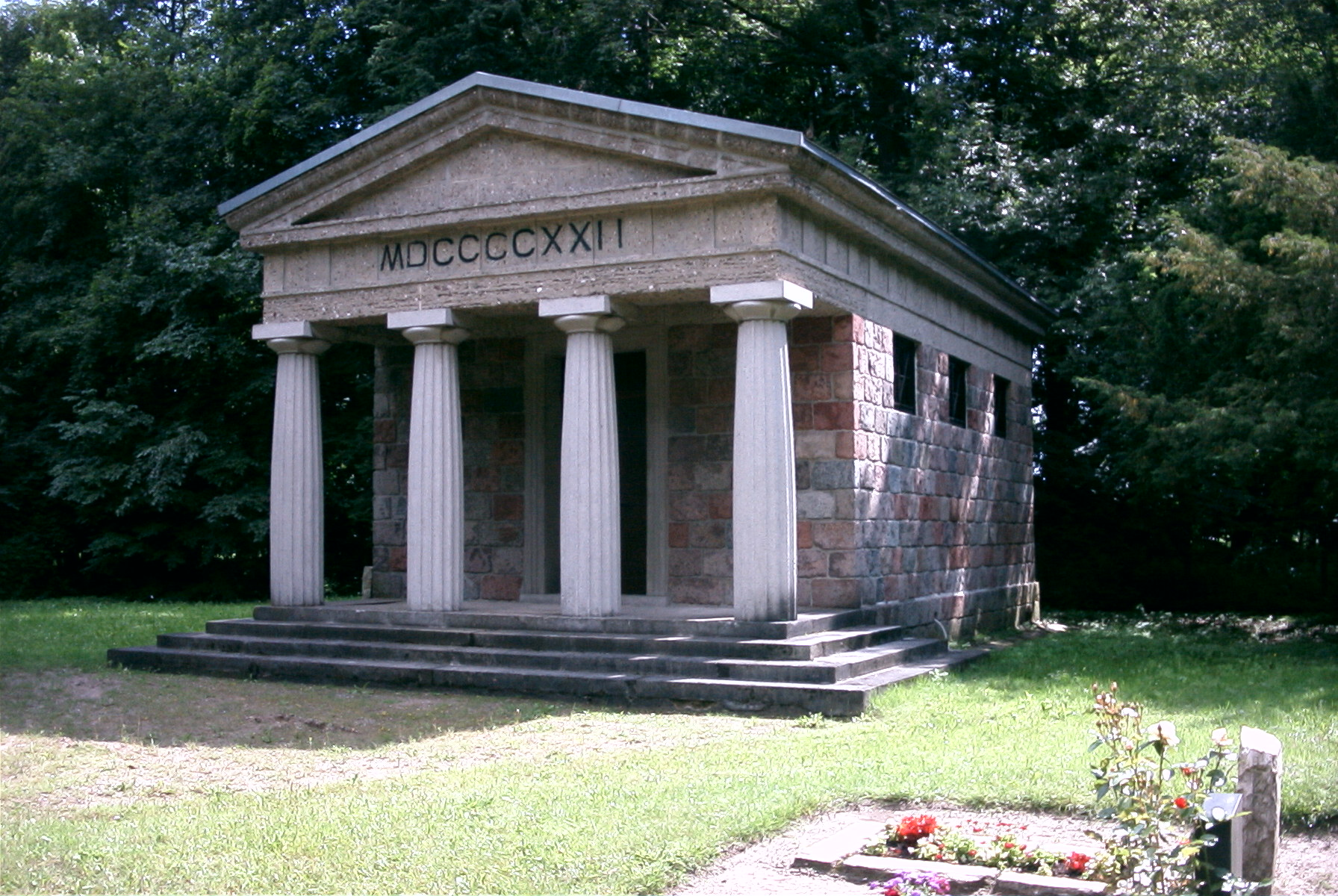
Mausoleum derer von Behr Stamm Pommern-Gützkow in Bandelin
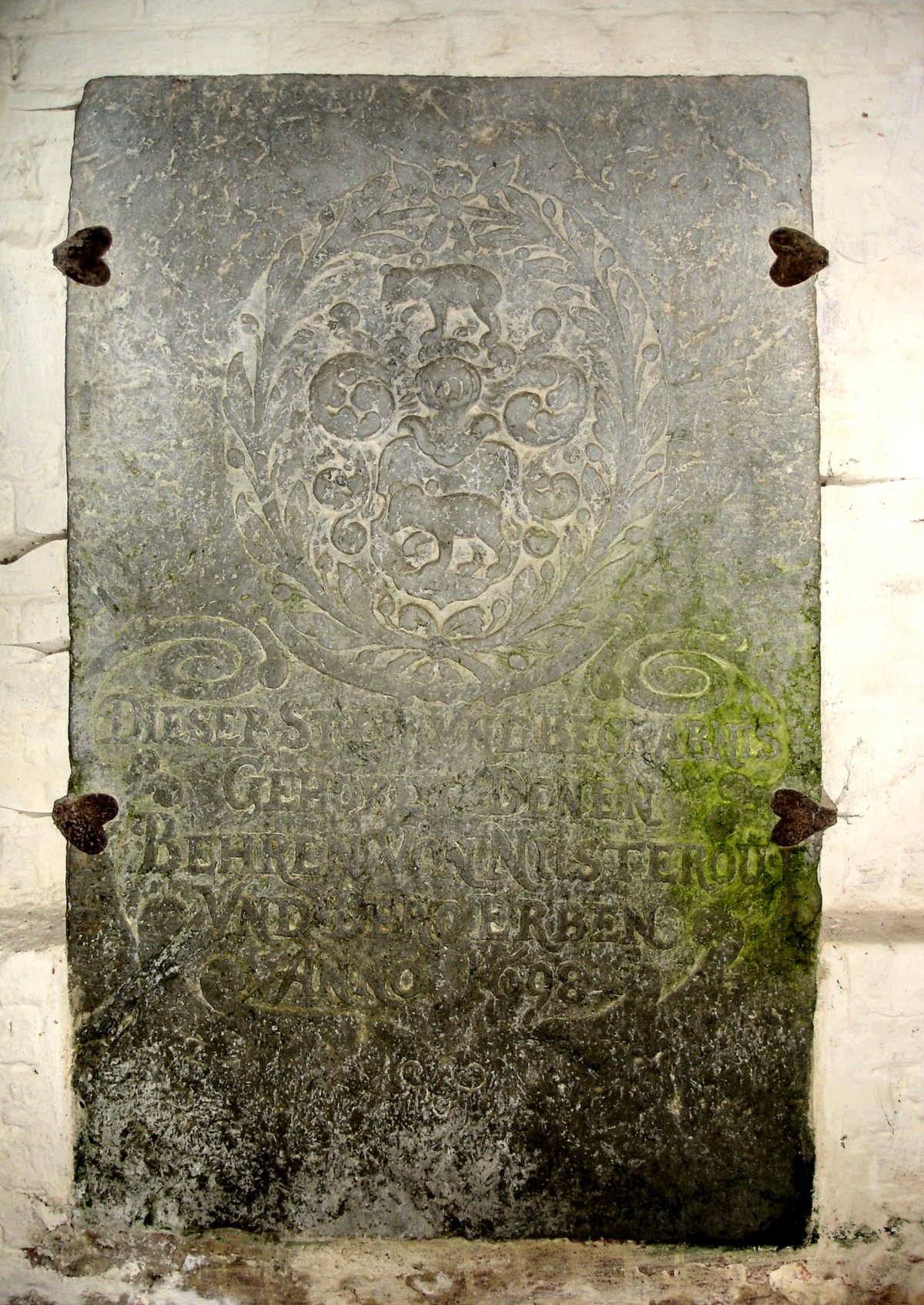
Behr-Grabplatte von 1698 in der Dorfkirche Basse, Rügen/Pommerscher Stamm mit Bären als Helmzier
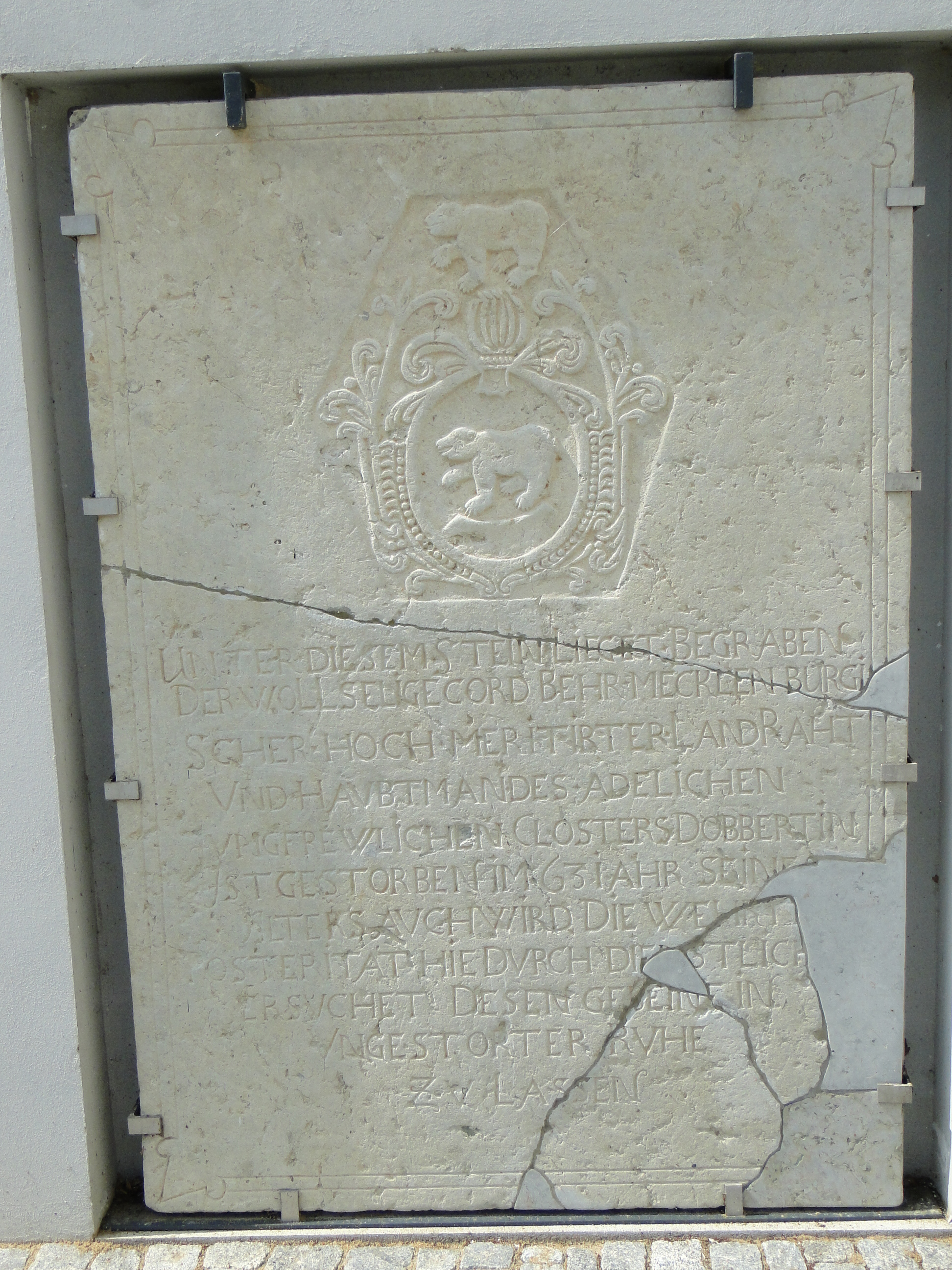
Cord von Behr 1653–1659 Klosterhauptmann in Dobbertin, Grabplatte 1660 am Klosterhauptmannshaus
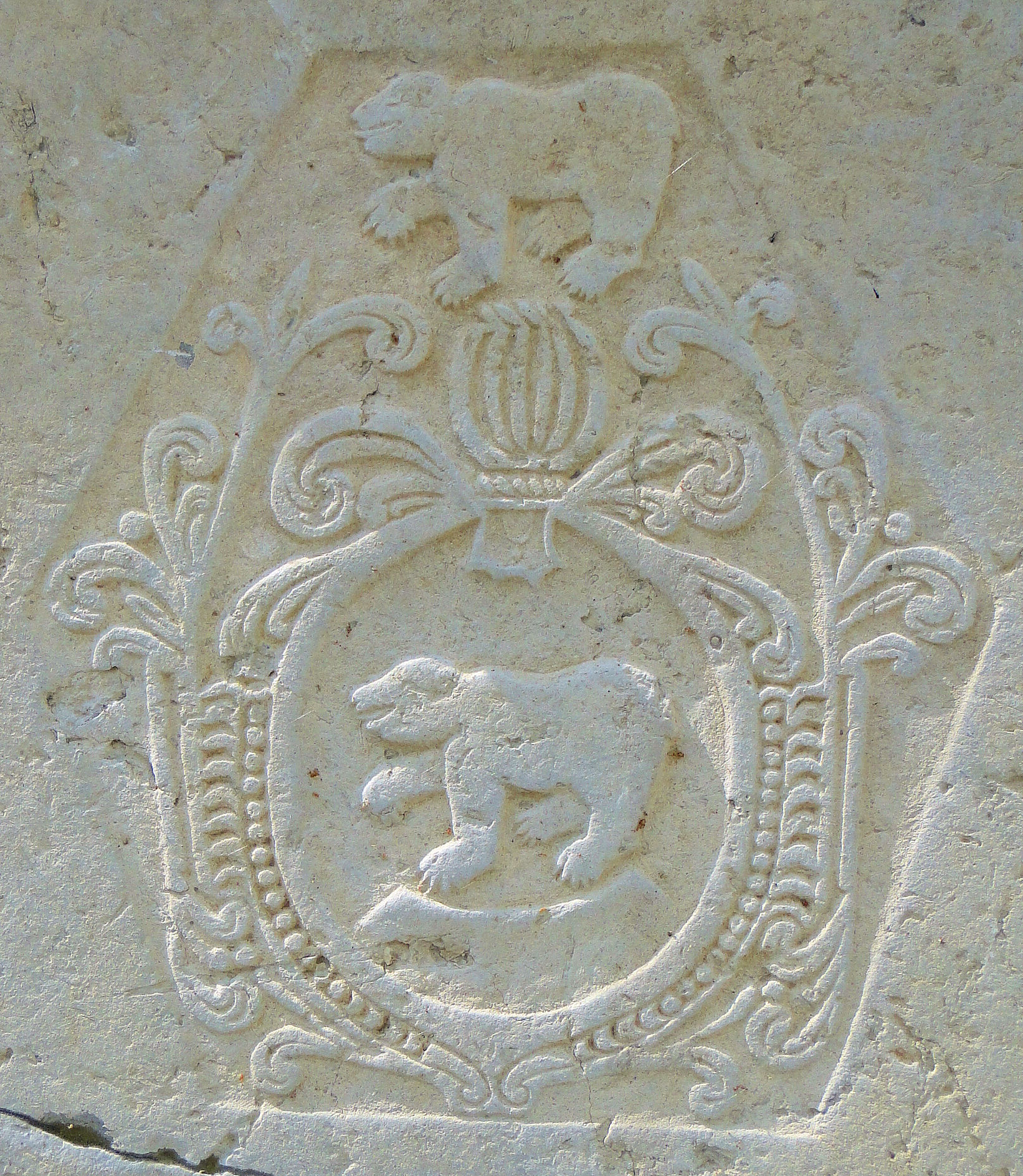
Vollwappen von Behr in einem sechseckigen Feld in der Grabplatte 1660